# 篳篥
篳篥（ひちりき）は、雅楽や、雅楽の流れを汲む近代に作られた神楽などで使う管楽器の1つ。吹き物。「大篳篥」と「小篳篥」の2種があり、一般には篳篥といえば「小篳篥」を指す。

## 構造
篳篥は漆を塗った竹の管で作られ（現在では安価なプラスチック製のものも作られている）、表側に7つ、裏側に2つの孔（あな）を持つ縦笛である。発音体にはダブルリードのような形状をした蘆舌（ろぜつ）を用いる。
乾燥した蘆（葦、あし）の管の一方に熱を加えてつぶし（ひしぎ）、責（せめ）と呼ばれる籐を四つに割り、間に切り口を入れて折り合わせて括った輪をはめ込む。もう一方には管とリードの隙間を埋める為に図紙（ずがみ）と呼ばれる和紙が何重にも厚く巻きつけて作られている。図紙には細かな音律を調整する役割もある。そして図紙のほうを篳篥本体の上部から差し込んで演奏する。西洋楽器のオーボエに近い構造である。リードの責を嵌めた部分より上を「舌」、責から下の部分を「首」と呼ぶ。

## 概要
音域は、双調（西洋音階のソ・G4）から1オクターブと全音（長2度）上の黄鐘（ラ・A5）が基本である。しかし、息の吹き込み方の強弱や蘆舌のくわえ方の深さによってかなり音高が変化する。これを利用した奏法を塩梅（えんばい）と呼ぶ。塩梅を使うことによって、音高の変化が連続的になり、旋律の進行が滑らかになる。例えば、指遣いはそのままに、一旦塩梅で音を下げ、それから高音に移る、といったことができる。
雅楽では、笙（しょう）、龍笛（りゅうてき）と篳篥をまとめて三管と呼び、笙は天から差し込む光、龍笛は天と地の間を泳ぐ龍の声、篳篥は地に在る人の声をそれぞれ表すという。篳篥は笙や龍笛より音域が狭いが音量が大きい。篳篥は主旋律（より正しくは「主旋律のようなもの」）を担当する。
雅楽における篳篥の楽譜は、唱歌がカタカナで書いてあり、その左側に小さく書かれている漢字が運指を表す。
篳篥にはその吹奏によって人が死を免れたり、また盗賊を改心させたなどの逸話がある。しかしその一方で、胡器であるともされ、高貴な人が学ぶことは多くはなかった。名器とされる篳篥も多くなく、海賊丸、波返、筆丸、皮古丸、岩浪、滝落、濃紫などの名が伝わるのみである。その名人とされる者に、和邇部茂光、大石峯良、源博雅、藤原遠理（とおまさ）、源俊頼などがいる。特に大石峯良を「篳篥の楽祖」としている。
西洋の楽曲を演奏するために篳篥を演奏するとき、その音はサックスに似ている。
篳篥のリードは伝統的には鵜殿のヨシ原で採取されたヨシを使ってきたが、高速道路計画の影響や、毎年行われる蘆原焼きが新型コロナパンデミックの影響で2年連続で実行されなかった影響などで、このままだと篳篥に適したヨシが全滅してしまうと言われており、雅楽の歴史的危機とも言われている。

## 歴史
亀茲が起源の地とされている。植物の茎を潰し、先端を扁平にして作った蘆舌の部分を、管に差し込んで吹く楽器が作られており、紀元前1世紀頃から中国へ流入した。3世紀から5世紀にかけて広く普及し、日本には6世紀前後に、中国の楽師によって伝来されたが、正倉院には当時の遺物はない。

## 大篳篥
大篳篥は現行の篳篥（小篳篥）に比べて音域が完全4度低いとされる。また古文献には大篳篥・小篳篥の他に「中篳篥」が紹介されていることもある。
大篳篥は平安時代にはふんだんに使用されていた。「扶桑略記」「続教訓抄」「源氏物語」などの史料、文学作品にも、大篳篥への言及がある。しかし、平安時代以降は用いられなくなった。大篳篥も平安時代の廃絶以前の当時の遺物は現存しておらず、記録上でのみその存在を知られるものとなっていた。再び大篳篥が日の目を浴びるのは明治時代であった。1878年（明治11年）、山井景順が大篳篥を作成し、それを新曲に用いた。大篳篥の伝承曲も現存しておらず、現代では記録を元に復元された大篳篥が西洋音楽系の楽曲の編曲や邦楽の新作曲、現代音楽等に利用されている。

## 指孔名（譜字）と音程
篳篥の指孔は、表側の7つは吹き口に近い順に、「丁」「一」「四」「六」「凢」「工」「五」、裏側の2つは「丄」「ム」と名づけられている。運指の形もそれぞれの孔名と同じ名称を用いるが、その場合は孔名の指孔を開け、その直前までの指孔を閉じた形を基本とする。全ての指孔を閉じた形は「舌」という。
| 名称       | 舌    | 五    | 工    | 凢     | ム    | 六    | 四     | 一     | 丄     | 丁    |
| 読み       | ぜつ  | ご    | こう  | はん   | む    | りく  | し     | いち   | じょう | てい  |
| 正律       | G4    | A4    | B4    | C5     | (C#5) | D5    | E5     | F#5    | G5     | A5    |
| 音程の目安 | F4-G4 | G4-A4 | A4-B4 | C5-C#5 |       | C5-D5 | D#5-E5 | E5-F#5 | F5-G5  | G5-A5 |

雅楽の六調子のいずれの曲を吹くかによって、正律で出す音とメラして（低くして）出す音が変わる。
裏側の「丄」「ム」はそれぞれ左手親指と右手親指が担当する指孔だが、このうち右手親指の「ム」を開けた時の音は構造上は出すことができるが、実際の楽曲（少なくとも現行の古典曲）では用いられず、右手親指の「ム」の指孔は実際の楽曲では常に閉じたままであり、その「ム」の音は「出すと国が滅びる亡国の音」という言い伝えがあるという。そのため実際の楽譜では「ム」以外の9つの譜字が用いられる。「ム」の正律はC#5とされるが、実際の楽曲ではC#5は「六」の運指によって出す。
「丄」は「上」の異体字である。「丁」は古くは「丅」（げ、「下」の異体字）であったが、篳篥の最高音なのに「下」なのはおかしいということで、のちに「丁」に改められた。

## 篳篥の製作
篳篥の音程には寺院の鐘の音が使われる。京都の妙心寺、知恩院の梵鐘の音とそれぞれ決められている。
楽器の音階を決める穴配りと穴開けには高度の製作技術が必要とされる。
穴開けには電動錐は使われない。穴と穴に距離がある楽器ならば素材が割れないので電動錐を使えるが、篳篥は穴の間隔が近く、使う素材は枯れて古く乾燥し、農家の囲炉裏の天井で 300年 - 350年、日々の生活の中で燻（いぶ）された煤竹であるため非常に堅く割れやすい。
紐巻上げ式で、神社の儀式で神火をおこすときに使われることでも知られる日本古来から使われてきた火熾しの「巻き錐」を使い、割れないように穴をあける。
素材の竹は自然に育ったものなので内径、肉厚がすべて微妙に異なるため、外形の穴の位置を正確に真似ただけでは音階は決まらない。
漆を中に塗って音階を調整する。
製作技術習得者には、音律の習得は技術習得の最初の 6 ヶ月間に集中して習得してしまうことが求められる。
木漆と水を合せて内径をヘラで塗る。乾かして吹いて確認し、音階を調整する。
篳篥に使われている素材は乾ききった古くもろい竹であるため、塗りに失敗すると漆の乾き際に穴から下まで一直線に割れが入る。漆は湿度が高いと急激に固まり（乾き）湿度が低いと固まらない（乾かない）ため、昔の京都でこの作業ができた時期は春は3月末から5月末、秋はさらに短い期間であった。篳篥の内側の漆はこの時期のみ塗ることができ、この時期以外は塗ると割れてしまう、とされた。
篳篥の形は古来から大きさが決まっているので先人の作品が技術向上の参考になる。
管楽器の笙は1尺7寸、13世紀の鎌倉初期までは大きな笙だったがその後は小さくなった。しかし笛と篳篥は昔から長さが決まっているのでそれ以前の昔に作られた名器が参考になる。
舌の材料に用いられる葦は琵琶湖、淀川から採取されることが多い。なかでも淀川右岸の鵜殿で採取される葦は堅さ、締り共に最良とされていた。しかし環境の悪化の影響で材料に使える良質な葦の確保が難しくなっている。
採取した葦は4,5年ほどの年月をかけ、一切の湿気を排除した場所で乾燥させる。その後、拉鋏という専門の道具を用い、火鉢の上にかざして押し潰して平滑にし、先端に和紙を貼り付ける。
舌を磨く際にはムクノキの葉が用いられる。